# Нерозень
Нерозень, качка сіра (Anas strepera) − водоплавний птах родини качкових. Один з видів політипного роду; один з 8-ми-видів у фауні України. В країні гніздовий, перелітний, зрідка зимуючий птах.

## Морфологічні ознаки

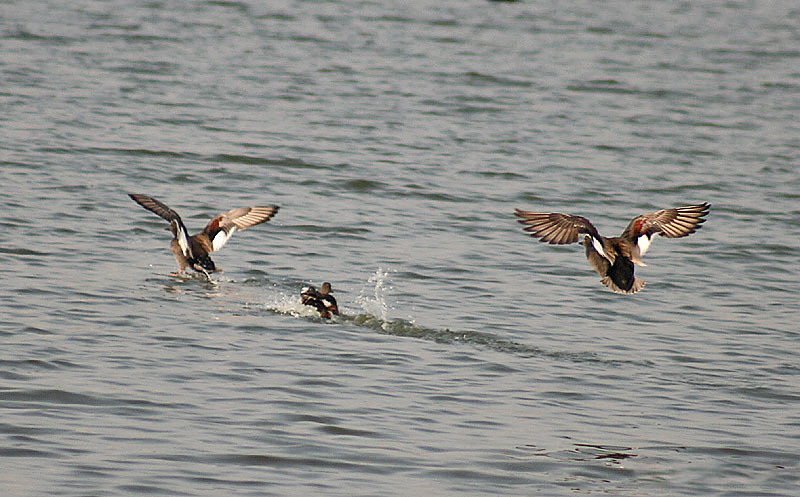
У польоті помітні білі «дзеркальця»

Дещо менший за крижня. Виражений статевий диморфізм. У дорослого самця у шлюбному вбранні голова і шия бурі, з темними рисками, низ голови, а також шия спереду і по боках світліші; спина і плечі бурувато-сірі; воло темно-буре, з білою хвилястою строкатістю; боки тулуба сірі, з тонкою темною поперечною смугастістю; груди і черево білі; поперек, надхвістя і підхвістя чорні; «дзеркальце» сіре з одного краю, чорне посередині і біле ближче до тулуба; верхні покривні пера другорядних махових чорні, середні покривні пера другорядних махових іржасто-каштанові. Хвіст сірий, дзьоб темно-сірий, ноги жовті. У позашлюбному вбранні схожий на дорослу самку, але зберігає шлюбне забарвлення крил і чорний колір поперека та надхвістя. Доросла самка, крім білих грудей і черева, темно-бура, пера з вохристою або рудою облямівкою; на крилах чорний та іржасто-каштановий кольори замінені сірим; дзьоб жовтуватий по краях і бурий по центру; ноги жовтуваті. Молодий птах такий, як доросла самка, але верх темніший; на грудях і черві темні риски і плями. Довжина тіла: 481—558 мм, крила: 242—276 мм. Маса самців: до 650—1000 г, самок: 550—850 г.
Від решти качок відрізняється сіро-чорно-білим (дорослий самець) або сіро-білим (доросла самка) «дзеркальцем»; дорослий самець від дорослого самця крижня — до того ж, іржасто-каштановими і чорними верхніми покривними перами крил, а також білими грудьми і черевом; доросла самка від дорослої самки крижня — також білими грудьми і черевом.
Звуки. Самець подає носові звуки, подібні до крякання, та свист; у самки голос вищий за тональністю і різкіший, ніж у качки крижня.

## Ареал виду та його поширення в Україні
Гніздовий ареал охоплює рівнинні райони Північної Америки; у Євразії від південної Скандинавії, Голландії, південної Великої Британії, на сході до центральних районів Північно-Східного Китаю.
В Україні гніздовий ареал мозаїчний: охоплює долини Дністра, Дніпра, Прип'яті, у дельті Дунаю, північного узбережжя Азовського та Чорного морів.

## Чисельність і причини її зміни
Європейська популяція нараховує до 96 тис. пар, за останні 30 років чисельність суттєво скоротилась. Сучасна чисельність виду в Україні коливається в межах 650—1400 пар. Різке скорочення відбулось на о-вах Чорноморського заповідника, по берегах більшості лиманів Азово-Чорноморського узбережжя, а також на Поліссі. Зменшення розмірів гніздової популяції, навіть на територіях природних заповідників та національних парків (Чорноморський, Дунайський, Шацький національний природний парк), пов'язано зі значним погіршенням стану гніздових біотопів та впливом хижаків.

## Особливості біології
Перелітний птах. Весняна міграція триває у березні–квітні. В Україні заселяє заплави рік, особливо вологі луки та пасовища біля берегів поліських озер, лиманів північного узбережжя Азовського і Чорного морів, о-ви Чорноморського біосферного заповідника, Сивашу.

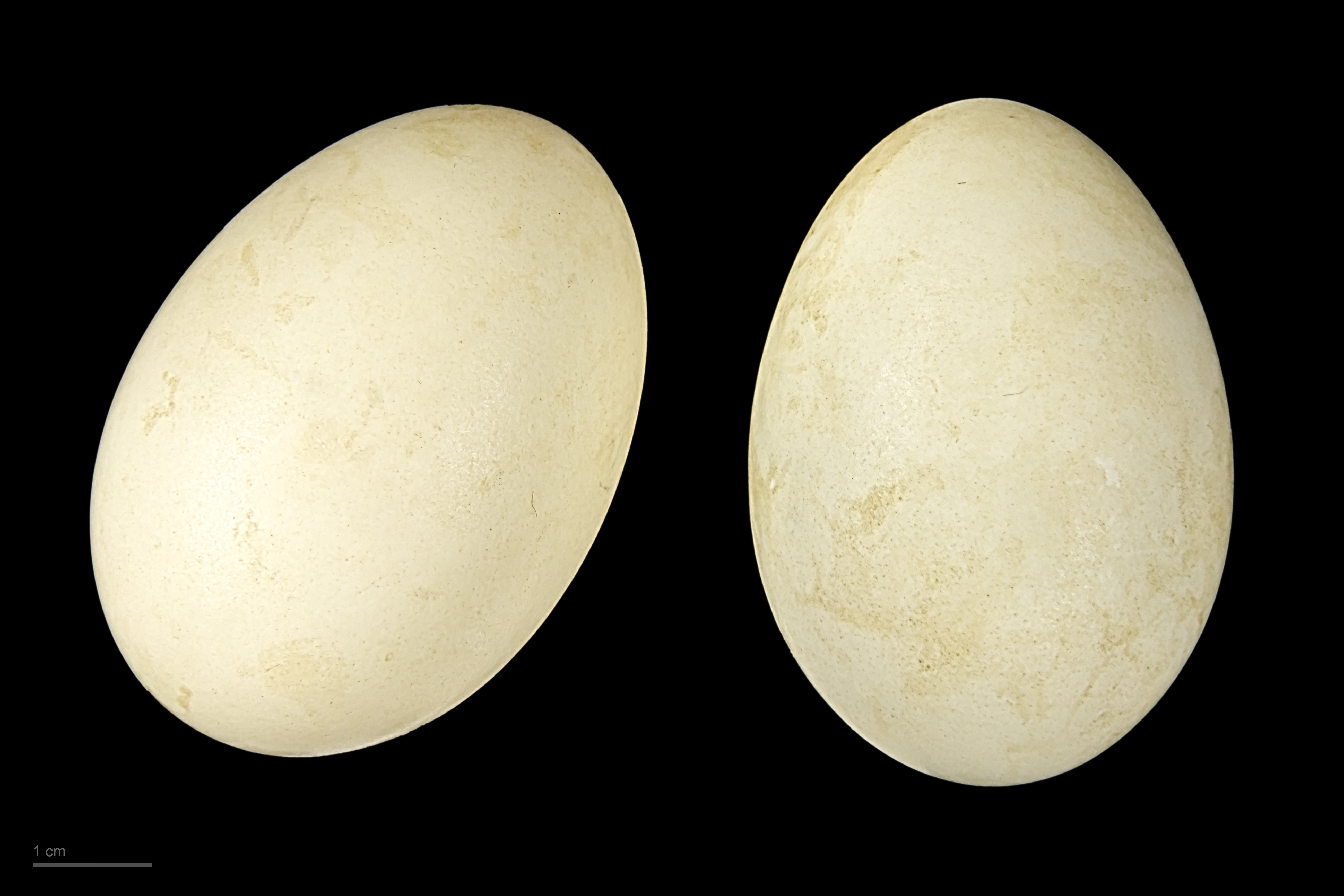
Яйце нерозня — Тулузький музей

Будівництво гнізд та відкладання яєць тривають з середини квітня до першої декади травня. Гніздо влаштовує на відкритих ділянках серед трави, уникає чагарників. Насиджує самка. Тривалість інкубації 24–26 діб. Кладка 8–12 яєць. Пташенята виводкового типу, з'являються протягом червня. Підйом на крила у віці 45–50 діб. Відлітають у кінці серпня — першій декаді жовтня. Живиться рослинною їжею — (фітофаг).

## Охорона
Включено до Червоної книги України (1994, 2009) (статус — рідкісний), Боннської (Додаток ІІ) та Бернської (Додаток ІІІ) конвенцій. В Україні охороняється на природно-заповідних територіях (Чорноморський, Дунайський біосферні заповідники, Шацький національний природний парк, Нобельський національний природний парк).
Необхідні спеціальні плани для підтримки природних рослинних формацій на територіях природно-заповідного фонду та вологих луках у долинах річок.